# Ximene
Ximene (en llatí Ximene, en grec antic Ξιμήνη) era un districte de la part sud del Pont a la regió del riu Halis, prop de la frontera amb Capadòcia, que posseïa nombroses salines. Segons Estrabó, el nom del riu derivaria precisament de la paraula grega ᾰ̔́λες (hales, 'les sals'), en referència a aquestes salines.